# Moody’s
Moody’s lub Agencja Moody’s (oryg. Moody’s Corporation, NYSE: MCO) – spółka dominująca Moody’s Investors Service, która zapewnia ratingi kredytowe i badania dotyczące instrumentów dłużnych i papierów wartościowych oraz Moody's Analytics, który oferuje oprogramowanie, doradztwo i badania do celów analiz kredytowych, badań ekonomicznych i zarządzania ryzykiem finansowym.
Moody’s Corporation, który osiągnął przychody 1,8 mld USD w 2009 r., zatrudnia około 4300 osób na całym świecie i obecny jest w 26 krajach. Moody’s jest obok Fitch Ratings i S&P Global Ratings jedną z trzech największych agencji ratingowych na świecie.

## Historia
John Moody (1868–1958) był samoukiem, cechującym się silnym zmysłem przedsiębiorczości, przekonaniem o potrzebach społeczności w obszarze inwestycji, a także talentem dziennikarskim. Opierając się na jego ocenie potrzeb rynku, jego przedsiębiorstwo John Moody & Company opublikowało podręcznik Moody’s Manual of Industrial and Miscellaneous Securities (Podręcznik Moody’ego przemysłowych i innych papierów wartościowych) w 1900 r. Podręcznik zawierał informacje i statystyki dotyczące akcji, obligacji, instytucji finansowych, agencji rządowych, produkcji, wydobycia i żywności. W ciągu dwóch miesięcy nakład został wyprzedany.
Po załamaniu na giełdzie w 1907 r., przedsiębiorstwo Moody’s nie mając odpowiedniego kapitału, była zmuszona do odsprzedaży praw do podręcznika.
W 1909 r. John Moody wrócił na rynek finansowy z nowym pomysłem: zamiast zbierania informacji na temat nieruchomości, kapitalizacji i zarządzaniu przedsiębiorstwami, wystąpił z ofertą dla inwestorów w zakresie analizy wartości zabezpieczeń i oceny stopnia możliwej niewypłacalności. Jego przedsiębiorstwo opublikowało książkę, w której przeanalizowano losy spółek i wartość ich zabezpieczeń. Wnioski oparte były na podstawie przyjętych przez przedsiębiorstwo standardów wykorzystywanych do sprawozdawczości kredytowej od końca 1800. Moody’s stał się pierwszym przedsiębiorstwem, która zaczęła analizować wiarygodność rządowych obligacji.
W 1913 r. rozszerzył swoją bazę analizowanych spółek, rozpoczynając od oceny przedsiębiorstw przemysłowych i użyteczności publicznej. W dniu 1 lipca 1914 Moody’s zaczął rozwijać zasięg ratingu obligacji wyemitowanych przez amerykańskie miasta i gminy. W 1924 r. agencja Moody’s obejmowała prawie 100 procent rynku amerykańskich obligacji.
Moody’s w dalszym ciągu publikowała i monitorowała oceny. W 1970 r. agencja Moody’s rozpoczęła praktyki pobierania opłat od emitentów, jak i inwestorów za usługi ratingowe, czego uzasadnieniem była konieczność zatrudnienia dużej liczby osób oraz zakupu skomplikowanych programów ekonometrycznych i z uwagi na zwiększenie zakresu i stopnia komplikacji rynków kapitałowych.

## Skala ratingowa Moody’s
A – ocena inwestycyjna
- Aaa – obligacje najwyższej jakości, niemal wolne od ryzyka
- Aaa

Aa – obligacje wysokiej jakości o bardzo niskim ryzyku
- Aa1, Aa2, Aa3 (odpowiednio AA+, AA, AA– w skali S&P Global Ratings)

A – obligacje klasy średniej-wyższej o stosunkowo niskim ryzyku
- A1, A2, A3 (odpowiednio A+, A, A– w skali S&P)

B – ocena spekulacyjna
- Baa – obligacje o umiarkowanym ryzyku
- Baa1, Baa2, Baa3

Ba – obligacje obarczone ryzykiem
- Ba1, Ba2, Ba3

B – obligacje o wysokim ryzyku
- B1, B2, B3

C – ocena wysoce spekulacyjna
- Caa – obligacje o bardzo wysokim ryzyku
- Caa1, Caa2, Caa3

Ca – obligacje niemal niewypłacalne
- Ca

C – obligacje oceniane najniżej, niewypłacalne tj. w stanie default
- C